# Cursillos de Cristiandad
El Movimiento de Cursillos de Cristiandad (MCC)  es un movimiento eclesial de difusión mundial que actúa en el seno de la Iglesia católica. Fue gestándose en España entre 1940 y 1949 e iniciado con la celebración del llamado "primer cursillo" del 7 al 10 de enero de 1949 en el Monasterio de San Honorato, Mallorca. 
Los estatutos del movimiento  fueron aprobados solemnemente por Pablo VI el 14 de diciembre de 1963 cuando, además, nombró a san Pablo apóstol como su patrón. Poco después se celebró la primera Ultreya (nombre que dan a sus reuniones) mundial en Roma (1966), con 4.000 participantes, en señal de agradecimiento y comunión con el Papa.

## Objetivos y metodología
El primer objetivo del MCC es hacer posible que el sujeto conozca y viva "lo fundamental cristiano" mediante el anuncio kerigmático del acontecimiento de Cristo, "por la vía de la amistad" y del encuentro comunitario.
Pero no se trata solo de que el creyente conozca y viva su fe privadamente o en un grupo cerrado, sino que, además -segundo objetivo- ha de ser "fermento en los ambientes", difundiendo su fe vivida e invitando al encuentro con Cristo. 
Para alcanzar estos objetivos el MCC utiliza una metodología clasificada en tres etapas: pre-Cursillo, Cursillo,y  post-Cursillo
- El pre-Cursillo es la búsqueda y preparación de los candidatos a participar en el Cursillo, para que este tenga más eficacia.

- El Cursillo: un encuentro puntual, de tres días de duración, en el cual se expone lo básico de la fe cristiana por medio de enseñanzas, testimonios, oración y puestas en común.

- El post-Cursillo es el modo de asegurar la conversión y los frutos del Cursillo, procurar la inserción en una comunidad eclesial y la colaboración en evangelizar la sociedad. Esto se consigue a través de dos instrumentos: la Reunión de grupo y la Ultreya. La Reunión de grupo es un pequeño grupo de personas que, a través de la amistad y la ayuda mutua, procuran crecer en su vida cristiana. Y la Ultreya es una gran comunidad en la que se reúnen las Reuniones de grupo, y donde se celebra, vive y forma la fe.

## Historia del Movimiento de Cursillos de Cristiandad

### Origen
A principios de 1936, Manuel Aparici, presidente nacional de los jóvenes de Acción Católica, en compañía del cardenal Pacelli, propuso a Pío XI una masiva peregrinación de jóvenes al sepulcro de Santiago en Compostela. La idea fue bien acogida, pero no pudo realizarse hasta agosto de 1948 a causa de la guerra civil española y la Segunda Guerra Mundial. Durante esos años en que se retrasó el proyecto, la Acción Católica organizó, en muchas de las diócesis de España, unos cursos anuales llamados Cursillos de Adelantados de Peregrinos. 
Estos encuentros tuvieron especial éxito en Mallorca, donde fueron tomando identidad propia gracias a sus responsables –laicos y sacerdotes– que se reunían en una Escuela Diocesana de Dirigentes para preparar, revisar, corregir y perfeccionar estos cursos preparatorios a la peregrinación a Santiago. Añadieron retiros, asambleas y peregrinaciones que fueron dando una nueva identidad a estos cursos, teniendo especial trascendencia el Congreso de Lluc los días 24 y 25 de abril de 1948, con la participación de tres mil jóvenes mallorquines, y preludio inmediato del Camino de Santiago que, por fin, se haría ese año. 
De ese grupo de iniciadores del MCC que fue la Escuela Diocesana de Dirigentes formaban parte laicos y sacerdotes, entre los primeros destacar a Eduardo Bonnín Aguiló y, de entre los pastores, a Juan Hervás y Benet, Obispo de Mallorca, y Sebastián Gayá Riera, presbítero. Los tres son considerados como iniciadores del Movimiento de Cursillos de Cristiandad
La peregrinación a Santiago planteada hace ya más de diez años, puede por fin realizarse en 1948. Del 25 de agosto al 3 de septiembre peregrinan 70 000 jóvenes españoles, 700 de ellos de Mallorca. El éxito de esta convocatoria y la celebración de la X Asamblea Diocesana de Mallorca celebrada en noviembre de ese mismo año, fueron el empujón definitivo para poner en marcha los Cursillos de Cristiandad

### El primer Cursillo de Cristiandad
El primer Cursillo de Cristiandad, reconocido específicamente como tal, se celebró del 7 al 10 de enero de 1949 en el monasterio de San Honorato de Randa, Mallorca. Así quedó claramente reflejado en la literatura original del Movimiento (“El cómo y el porqué”, 1971, Secretariado Nacional del MCC, Ed. Euramérica), así fue refrendado en el último (VII) Encuentro Mundial del MCC celebrado en Brisbane (Australia) en 2011 y, sobre todo, así ha sido reconocido explícitamente por la Santa Sede, en el Decreto 1282/14/AIC-104 del Pontificio Consejo para los Laicos, de reconocimiento canónico del Movimiento, publicado inicialmente en 2004 y finalmente confirmado en 2014.
Los cursillos que anteriormente se celebraron, tal como el cursillo de Cala Figuera de 1944, se reconocen como los antecedentes inmediatos al primer Cursillo de Cristiandad de 1949. Se desarrollaron en el marco de la preparación de una gran peregrinación a Santiago de Compostela organizada por el Consejo Nacional de los Jóvenes de Acción Católica en 1948. Constituyeron ciertamente un elemento esencial para la configuración del Cursillo de Cristiandad y de ellos se tomaron diversos elementos que se fueron adaptando para la nueva finalidad del Cursillo. Así se explica en el libro “Ideas Fundamentales del Movimiento de Cursillos de Cristiandad”, tercera edición (2014), en los nos. 8-11, en el capítulo dedicado a la Historia del Movimiento. Este libro es el documento de referencia para el MCC en todo el mundo y así se indica en el Estatuto del Organismo Mundial de Cursillos de Cristiandad, instancia superior para la coordinación y orientación del MCC a nivel global.
Cabe mencionar que los cursillistas usan como símbolo la bandera de Colores con los 7 colores del arco iris desde 1949.

### Relación con la Renovación carismática católica
Cursillos llegó a Estados Unidos y de entre los primeros jóvenes cursillistas norteamericanos, en 1966, surgirían los iniciadores de la renovación carismática católica generando un sincretismo pentecostal católico, como movimiento diferenciado y extendido a todo el mundo y que a su vez eclosionaría en multitud de movimientos Cursillos de cristiandad y Renovación carismática.